# Fully
Fully je obec v západní (frankofonní) části Švýcarska, v kantonu Valais. Žije zde přibližně 8 800 obyvatel.

## Geografie

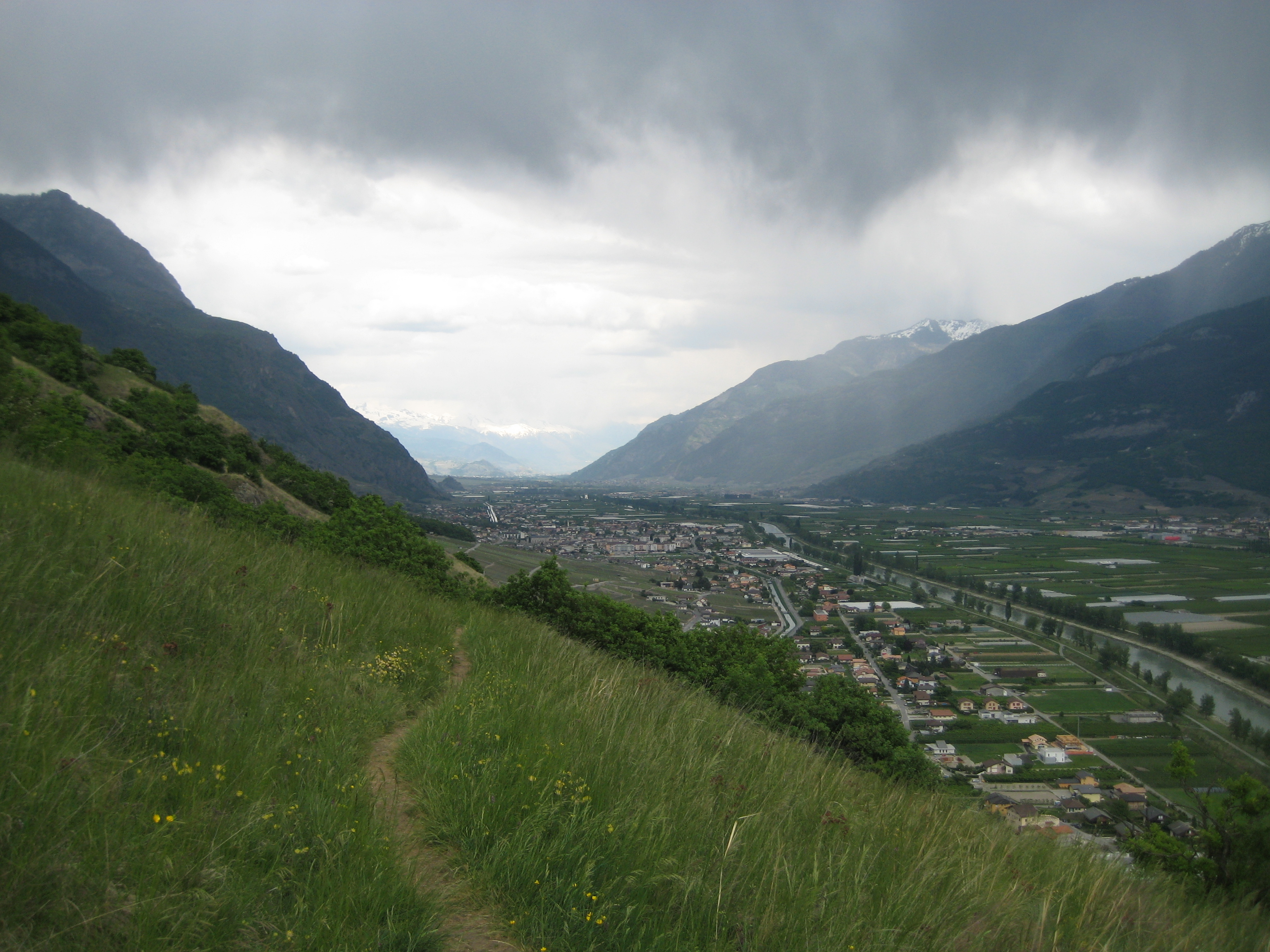
Fully-Follatères

Fully leží severovýchodně od Martigny na severní straně údolí Rhôny na úpatí hory Grand Chavalard (2899 m n. m.) Obec se skládá z 18 vesnic a osad, kterými jsou Fully, Beudon, Branson, Buitonne, Châteignier, Chiboz d’en Bas, Chiboz d’en Haut, Eulo, Jeur Brûlée, Le Carre, L’Etray, Mayen Loton, Mazembroz, Planuit, Randonnaz, Saxe, Tassonières a Vers l’Église. Fully sousedí na severu s obcí Bex (v kantonu Vaud), na severoseverovýchodě a východě s Leytronem, na severovýchodě a východě se Saillonem, na východě a jihovýchodě se Saxonem, na jihovýchodě a jihu s Martigny, na jihozápadě s Dorénazem a na severozápadě s Collonges.

## Historie

Letecký pohled (1949)

První zmínka o obci pochází již z 11. století pod názvem Fuliacum. Od 13. století patřila lesní práva v oblasti Fully-Branson savojským kastelánům ze Saillonu. Po dobytí Dolního Valais v roce 1475 se Fully staly součástí panství spravovaného ze Saint-Maurice, ale ve vojenských a soudních záležitostech zůstaly pod kontrolou saillonské kastelánky. V roce 1798 byly Fullo začleněny do okresu Martigny (od roku 1802 okrsek Martigny, 1810–1814 kanton francouzského departementu Simplon, 1814–1848 opět okrsek, od roku 1848 okres).
Od roku 1848 se v obci střídají konzervativní a liberální voliči. Není známo, kdy se Fully stalo farností; první zmínka o knězi pochází z roku 1276 a nejstarší kostel je datován kolem roku 750. Kostel je zasvěcen svatému Symphorionovi a v letech 1747 a 1934 byl kompletně renovován. Kaple se nacházejí v Bransonu (sv. Ursus), Mazembrozi (sv. Gotthard), Sorniot nebo Sorgno a Chiboz. Hospodářství bylo převážně venkovské, s alpským zemědělstvím, pěstováním kaštanů a vinařstvím (obyvatelé Entremontu vlastnili vinice a stodoly ve Fully). V letech 1860, 1897 a 1948 postihly obec povodně na řece Rhôně. Po korekci řeky Rhôny v první třetině 20. století a rozdělení měšťanského majetku dokončeném v roce 1920 byly zavedeny nové plodiny (chřest, jahody, ovocné stromy) a zemědělství se modernizovalo. Společnost Energie de l’Ouest-Suisse (EOS) je akcionářem přehrady Fully (hráz v nadmořské výšce 2139 m) a elektrárny, které byly postaveny v roce 1912. Během první světové války k ní byla připojena továrna na elektrické příslušenství, v roce 1992 byla strojovna přestavěna na divadlo. Výstavba železniční stanice na simplonské trati v roce 1890 a otevření dálnice A9 v 80. letech 20. století podpořily růst počtu obyvatel. Při bouřkách v říjnu 2000 došlo k sesuvu půdy, který zasypal vinice až do roviny, zatímco blízká obytná zástavba zůstala ušetřena.

## Obyvatelstvo

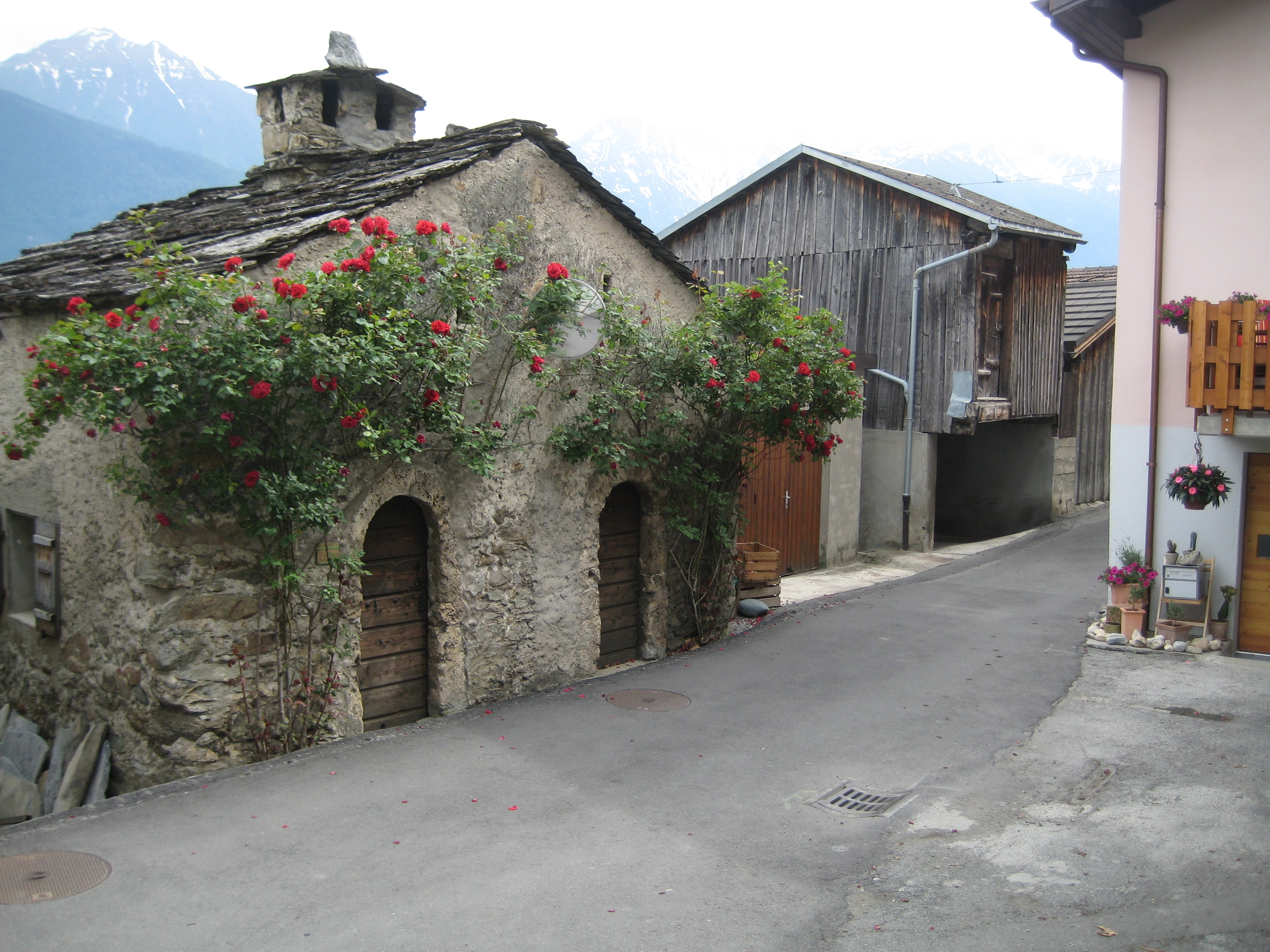
Historické centrum obce

| Rok            | 1560 | 1798 | 1850 | 1900 | 1950 | 2000 | 2010 | 2012 | 2014 | 2016 | 2020 |
| Počet obyvatel | 180  | 694  | 1038 | 1494 | 3150 | 5587 | 7686 | 7974 | 8355 | 8622 | 8793 |

## Hospodářství

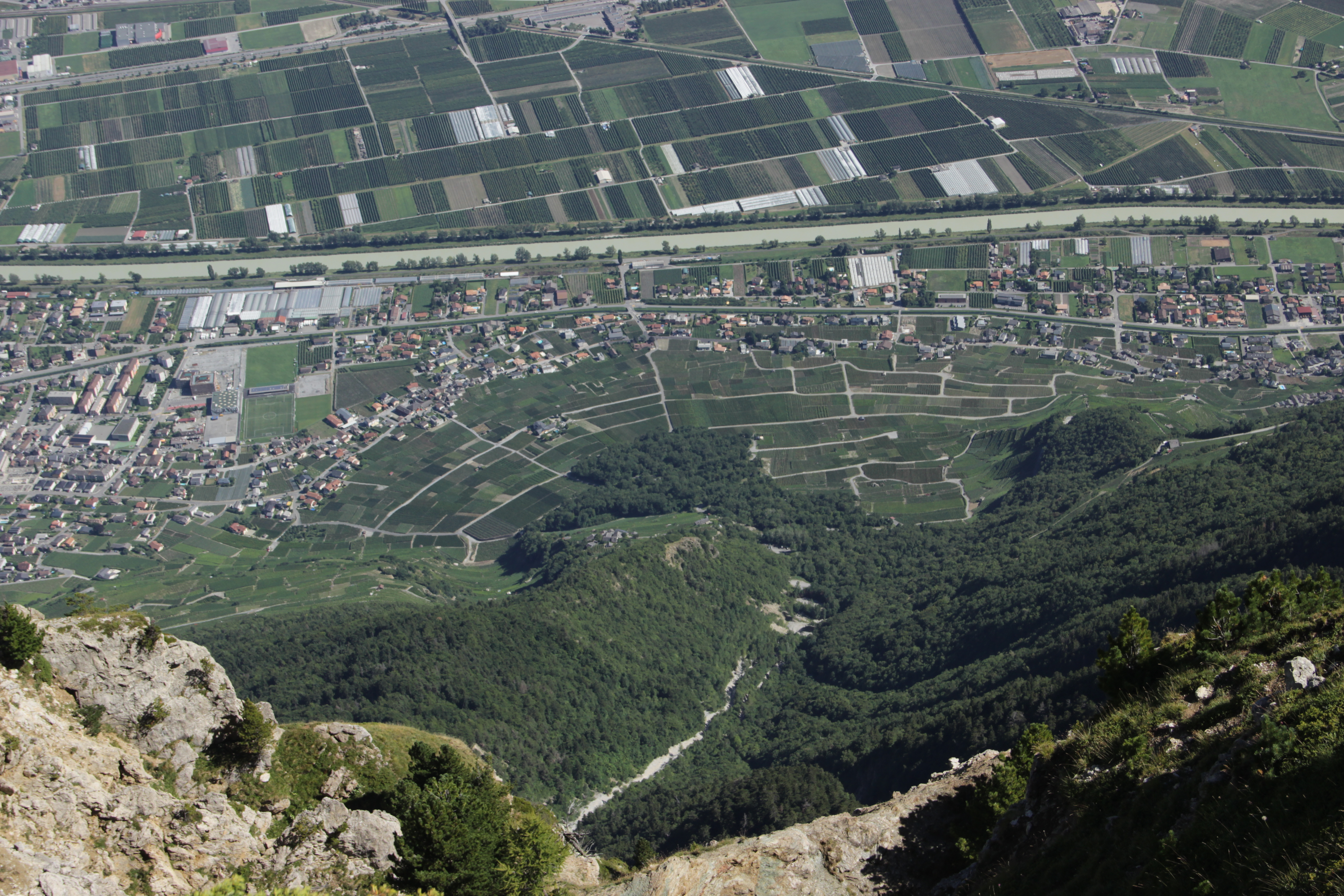
Vinice ve Fully

S obdělávanou plochou vinic přibližně 310 hektarů je Fully jednou z největších vinařských obcí v kantonu Valais. Nejrozšířenějšími odrůdami jsou Gamay, Pinot Noir, Chasselas (ve Valais známý jako Fendant) a Petite Arvine (aromatické bílé víno ze staré autochtonní odrůdy). Specialitou vinařství ve Fully je zejména odrůda Petite Arvine. Ve Fully mají čtyři odrůdy révy vinné označení kvality Grand Cru AOC Valais. Jsou to Petite Arvine, Ermitage, Gamay a Syrah.

## Doprava
Fully se nachází na trase autobusové linky Sion–Martigny. Železniční stanice Fully-Charrat (na Simplonské dráze) se nachází v sousední vesnici Charrat a jezdí na ní pouze regionální vlaky.
Obec leží na dálnici A9 (exit 23). Hlavní silnice č. 9 však obec obchází; do Fully vede pouze regionální silnice nižší třídy.